# اورانینباوم (روسیه)
اورانینباوم، روسیه (روسی: Ораниенба́ум) یک اقامتگاه سلطنتی روسیه است که در خلیج فنلاند در غرب سنت پترزبورگ واقع شده‌است. مجموعه کاخ و مرکز شهر جزو میراث جهانی یونسکو هستند.